# ملعب الاستقلال (ناميبيا)
ملعب الاستقلال هو ملعب متعدد الاستخدام يقع في ويندهوك عاصمة ناميبيا . غالبا ما يتم استخدامه لمباريات كرة القدم . يسع الملعب لجلوس 25 ألف متفرج . يعتبر الملعب الرسمي الذي يخوض فيه منتخب ناميبيا مبارياته الدولية .